# فرودگاه ریبن
 فرودگاه ریبن (به انگلیسی: Rieben Airport) یک فرودگاه خصوصی است که یک باند فرود چمن دارد و طول باند آن ۳۹۶ متر است. این فرودگاه در کشور ایالات متحده آمریکا قرار دارد و در ارتفاع ۶۱ متری از سطح دریا واقع شده است.